# 派镇
派镇是中国西藏自治区林芝市米林市下属的一个镇，位于米林市东北角，面积约1800平方平方公里，人口1771人（2000年），下辖12个行政村。
雅鲁藏布江从本镇穿过，并进入雅鲁藏布大峡谷，大峡谷两岸的加拉白垒峰和南迦巴瓦峰也属于派镇管辖。
1959年在此设立派区，1987年改建为派乡，2000年之前撤乡建镇。
墨脱县与派镇相邻，所有进入墨脱的人流、物流都必须经过派镇。因此位于山脚下的派镇就成为通向墨脱的人流、物流的中转站。